# 巴爾寧一世
巴爾寧一世（Barnim I，約1218年—1278年）是波美拉尼亞公爵，波吉斯瓦夫二世的長子，1220年至1278年在位。

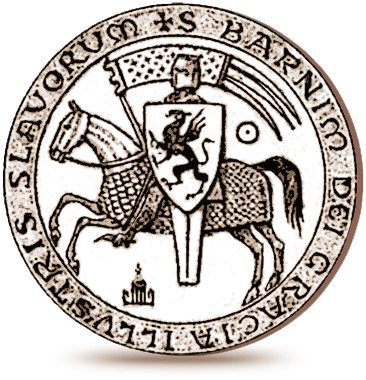
巴爾寧一世的印璽

巴爾寧一世的第一任妻子是維勒的尼古拉一世的女兒瑪格麗塔，他們的兒子是波吉斯瓦夫四世。巴爾寧一世的第二任妻子是布蘭登堡藩侯奧托三世的女兒瑪蒂爾達，他們有兩個兒子，巴爾寧二世以及奧東一世。